# Neuhaeusel
Pour les articles homonymes, voir Nové Zámky.
Neuhaeusel [nœjœjzəl] (Neihisel en alsacien, Neuhäusel en allemand) est une commune française située dans la circonscription administrative du Bas-Rhin et, depuis le 1er janvier 2021, dans le territoire de la Collectivité européenne d'Alsace, en région Grand Est.
Cette commune se trouve dans la région historique et culturelle d'Alsace.

## Géographie
Neuhaeusel est un village bas-rhinois situé à cinquante kilomètres au nord de Strasbourg et à environ vingt-cinq kilomètres à l'est d'Haguenau. La commune se trouve également à un kilomètre du Rhin, frontière avec l'Allemagne.
La commune est baignée par la Moder.
| Roppenheim |            | Beinheim                |
|            | Neuhaeusel | Iffezheim ( Allemagne)  |
| Fort-Louis |            | Hügelsheim ( Allemagne) |

### Hydrographie

#### Réseau hydrographique
La commune est dans le bassin versant du Rhin au sein du bassin Rhin-Meuse. Elle est drainée par le Rhin et la Moder,.
Le Rhin, long de 1 233 km est le plus long fleuve se déversant dans la mer du Nord et de l'une des voies navigables les plus fréquentées du monde. Il traverse la Suisse, l'Autriche, l'Allemagne et les Pays-Bas et marque la frontière entre l'Allemagne et la France.
La Moder, d'une longueur de 82 km, prend sa source dans la commune de Zittersheim et se jette  dans le Rhin en rive gauche à Beinheim, après avoir traversé 29 communes.

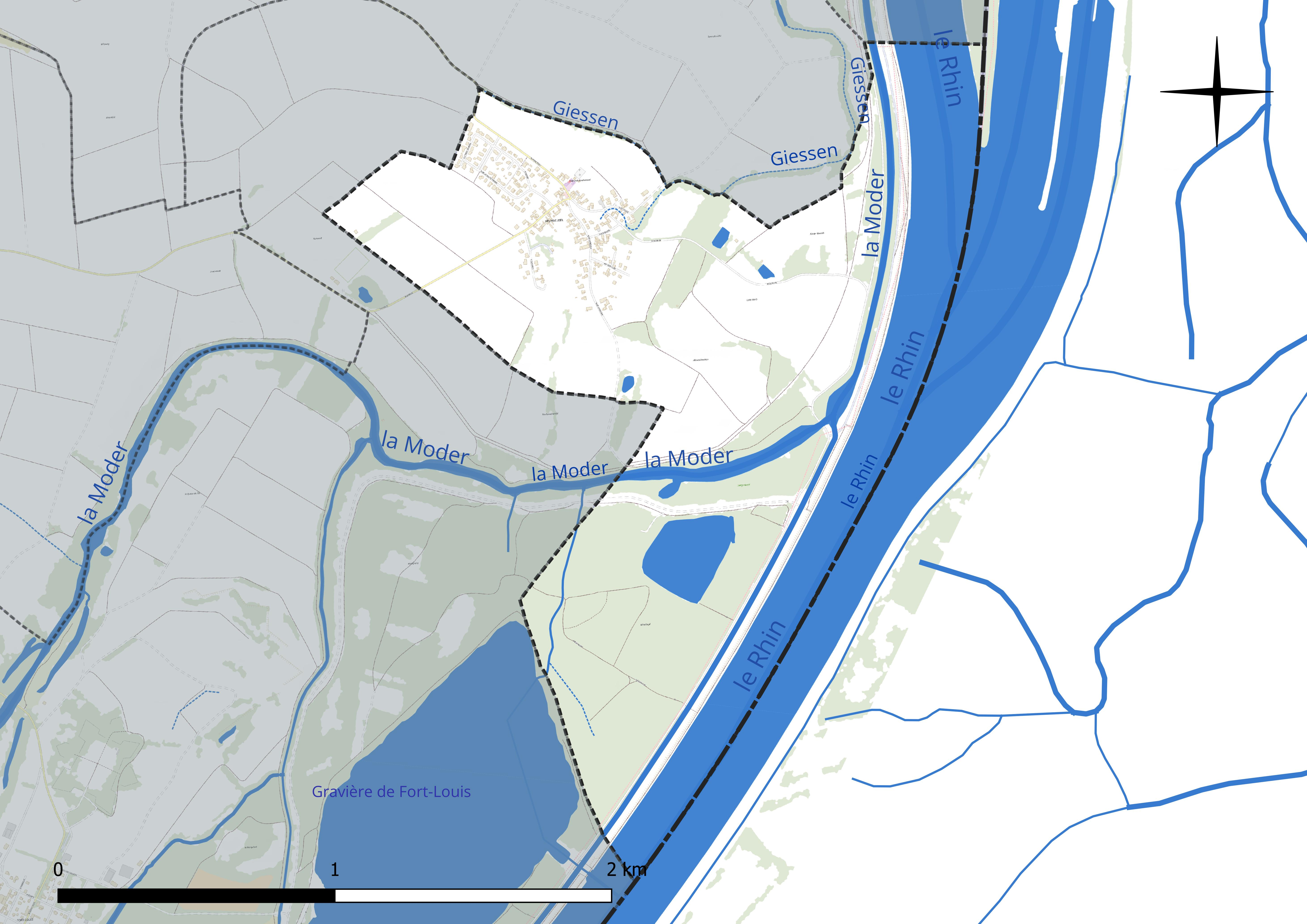
Réseau hydrographique de Neuhaeusel.

#### Gestion et qualité des eaux
Le territoire communal est couvert par le schéma d'aménagement et de gestion des eaux (SAGE) « Ill Nappe Rhin ». Ce document de planification concerne la nappe phréatique rhénane, les cours d'eau de la plaine d'Alsace et du piémont oriental du Sundgau, les canaux situés entre l'Ill et le Rhin et les zones humides de la plaine d'Alsace. Le périmètre s’étend sur 3 596 km2. Il a été approuvé le 17 janvier 2005. La structure porteuse de l'élaboration et de la mise en œuvre est la région Grand Est.
La qualité des cours d’eau peut être consultée sur un site dédié géré par les agences de l’eau et l’Agence française pour la biodiversité.

### Climat
Pour des articles plus généraux, voir Climat du Grand Est et Climat du Bas-Rhin.
En 2010, le climat de la commune est de type climat des marges montargnardes, selon une étude du Centre national de la recherche scientifique s'appuyant sur une série de données couvrant la période 1971-2000. En 2020, Météo-France publie une typologie des climats de la France métropolitaine dans laquelle la commune est exposée à un climat semi-continental et est dans la région climatique  Alsace, caractérisée par une pluviométrie faible, particulièrement en automne et en hiver, un été chaud et bien ensoleillé, une humidité de l’air basse au printemps et en été, des vents faibles et des brouillards fréquents en automne (25 à 30 jours).
Pour la période 1971-2000, la température annuelle moyenne est de 10,7 °C, avec une amplitude thermique annuelle de 17,8 °C. Le cumul annuel moyen de précipitations est de 884 mm, avec 10,6 jours de précipitations en janvier et 10,1 jours en juillet. Pour la période 1991-2020, la température moyenne annuelle observée sur la station météorologique de Météo-France la plus proche, « Scheibenhard », sur la commune de Scheibenhard à 18 km à vol d'oiseau, est de 11,8 °C et le cumul annuel moyen de précipitations est de 739,0 mm. 
La température maximale relevée sur cette station est de 38,8 °C, atteinte le 7 août 2015 ; la température minimale est de −15,2 °C, atteinte le 11 janvier 2009,,.
Les paramètres climatiques de la commune ont été estimés pour le milieu du siècle (2041-2070) selon différents scénarios d'émission de gaz à effet de serre à partir des nouvelles projections climatiques de référence DRIAS-2020. Ils sont consultables sur un site dédié publié par Météo-France en novembre 2022.

## Urbanisme

### Typologie
Au 1er janvier 2024, Neuhaeusel est catégorisée commune rurale à habitat dispersé, selon la nouvelle grille communale de densité à sept niveaux définie par l'Insee en 2022.
Elle est située hors unité urbaine et hors attraction des villes,.

### Occupation des sols
L'occupation des sols de la commune, telle qu'elle ressort de la base de données européenne d’occupation biophysique des sols Corine Land Cover (CLC), est marquée par l'importance des territoires agricoles (37,9 % en 2018), en diminution par rapport à 1990 (46,8 %). La répartition détaillée en 2018 est la suivante : 
terres arables (32,3 %), forêts (26,7 %), eaux continentales (26,6 %), zones urbanisées (8,8 %), zones agricoles hétérogènes (5,7 %). L'évolution de l’occupation des sols de la commune et de ses infrastructures peut être observée sur les différentes représentations cartographiques du territoire : la carte de Cassini (XVIIIe siècle), la carte d'état-major (1820-1866) et les cartes ou photos aériennes de l'IGN pour la période actuelle (1950 à aujourd'hui).

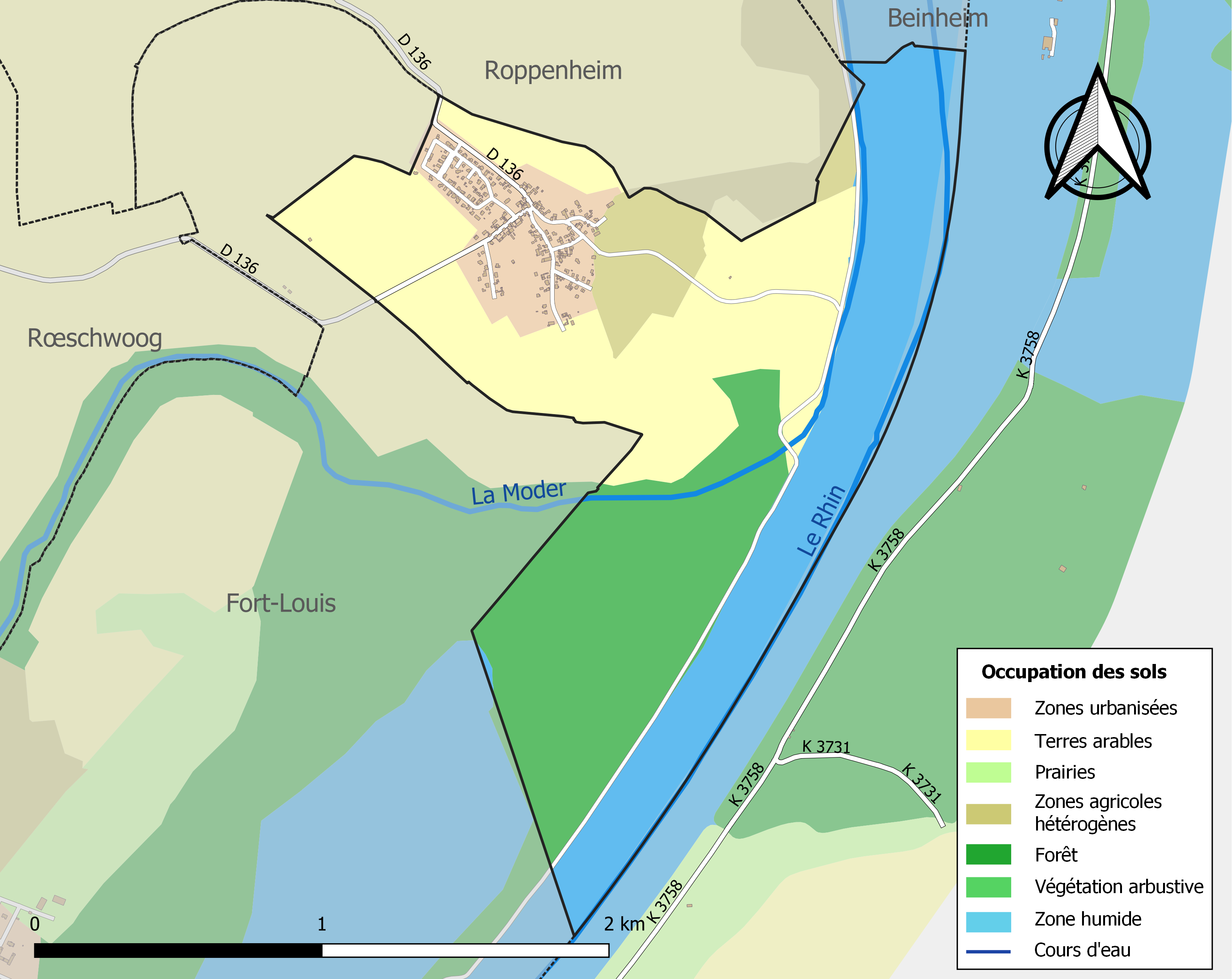
Carte des infrastructures et de l'occupation des sols de la commune en 2018 (CLC).

## Histoire
- De la genèse jusqu'au début du XXe siècle :

Les origines du village remontent à la fin du XVIIe siècle. En 1720, la commune est connue sous le nom de Neuhof, possession des sires de Fleckenstein. C’est en 1725 qu’apparaît le nom de Neuhaeusel. Au milieu du XIXe siècle, après les travaux de régularisation du Rhin, un échange de terres avec le village de Hugelsheim confère à Neuhaeusel les limites définitives de son ban. Au début du XXe siècle, le détournement de la Moder dans divers bras mort du Rhin déplace leur confluent de Drusenheim à Neuhaeusel. Le village vit de la pêche et de la batellerie jusqu’au début du XXe siècle.
- Durant la Seconde Guerre mondiale :

C'est le 3 septembre 1939, le jour où Daladier a déclaré à 17 h la guerre à l'Allemagne nazie, qu'une partie de la population de Neuhaeusel a été évacuée dans la commune de Saint-Maurice-les-Brousses, un petit village situé dans le département de la Haute-Vienne. Neuhaeusel comptait environ 210 habitants à cette époque.
Un an plus tard environ, le 17 septembre 1940 précisément, la population est revenue à Neuhaeusel. Cela fait suite à la convention d'Armistice du 22 juin 1940 et son article 16 qui impose à Pétain le rapatriement des populations dans les territoires occupés. Au retour de la population, les Allemands ont fourni du bétail aux habitants.
Neuhaeusel a été libérée par l'arrivée des Américains le 3 décembre 1944 mais les Allemands, partis, sont restés au niveau du Rhin qui n'est qu'à environ un kilomètre de Neuhaeusel. Plusieurs Neuhaeuselois s'accordent à dire que les Américains manquaient cruellement de respect envers la population. En effet, les Neuhaeuselois étaient traités, plus ou moins, comme des Allemands par les troupes américaines. Les Allemands sont revenus dans la commune le 2 janvier 1945 après le départ des Américains. En effet, dès la nuit du nouvel an, 1er janvier 1945, l'armée allemande avait lancé l'opération Nordwind avec pour objectif principal la reconquête de l'Alsace-Lorraine. De nombreux combats ont eu lieu en Alsace du Nord durant le mois de janvier 1945, principalement à Hatten du 8 au 20 janvier, et ont provoqué de nombreux dégâts dans de nombreuses localités.
Finalement, la commune a été libérée définitivement le dimanche 18 mars 1945 à 10 heures par les troupes françaises. Cette libération a été un véritable soulagement pour les Neuhaeuselois. En effet, les soldats français étaient bien plus respectueux que les soldats américains. Lors de la libération, quatre incorporés de force locaux (des Malgré-nous) en ont profité pour revenir à Neuhaeusel : Eisenmann Albert, Grossholtz Fernand, Becker Armand et Schnepf Antoine. Aussi, durant la libération, la commune était habitée par des soldats allemands déserteurs, qui se cachaient dans les granges. En 1945, la commune ne compte plus que 204 habitants.
L'année à Saint-Maurice-les-Brousses s'est relativement bien passée pour les Neuhaeuselois. Bien entendu, certains locaux qualifiaient durant les premiers jours les nouveaux arrivants de « boches », mais selon quelques témoignages certains habitants de Neuhaeusel étaient aussi, dans un premier temps, peu aimables avec leurs hôtes. Par la suite, les habitants de Neuhaeusel ont conservé des liens avec le village du Limousin. Certains, après la guerre, sont revenus dans ce village. Encore aujourd'hui, des correspondances existent entre des habitants des deux villages. Néanmoins, les deux communes ne sont pas jumelées. Soulignons tout de même qu'un hommage a été rendu à Neuhaeusel en nommant une rue : « Rue de la Haute-Vienne ».
La commune a été relativement épargnée par les combats. Il n'y a pas eu de victimes civiles. Les deux dégâts notables ont été causés durant la fin de la guerre. Premièrement durant la période où les Américains étaient à Neuhaeusel (entre le 3 décembre et le 2 janvier 1945), l'artillerie allemande, depuis la rive droite du Rhin, a détruit une maison neuhaeuseloise. Elle se situait à l'actuel 32 rue des Roses. Deuxièmement, durant la même période, un tir allemand a atteint le mur du cimetière orienté vers le nord-est. Cela a provoqué un trou dans le mur. Ce trou n'a pas été rebouché et reste donc toujours visible.

### Héraldique
| Blason de Neuhaeusel | Blason  | Parti : au premier de sinople aux trois fasces d'argent, au second d'or à la bande de gueules. |
| Blason de Neuhaeusel | Détails |                                                                                                |

## Démographie
L'évolution du nombre d'habitants est connue à travers les recensements de la population effectués dans la commune depuis 1793. Pour les communes de moins de 10 000 habitants, une enquête de recensement portant sur toute la population est réalisée tous les cinq ans, les populations de référence des années intermédiaires étant quant à elles estimées par interpolation ou extrapolation. Pour la commune, le premier recensement exhaustif entrant dans le cadre du nouveau dispositif a été réalisé en 2004.

En 2022, la commune comptait 396 habitants, en évolution de +15,12 % par rapport à 2016 (Bas-Rhin : +3,17 %, France hors Mayotte : +2,11 %).
| 1793 | 1800 | 1806 | 1821 | 1831 | 1836 | 1841 | 1846 | 1851 |
| ---- | ---- | ---- | ---- | ---- | ---- | ---- | ---- | ---- |
| 167  | 165  | 181  | 280  | 261  | 261  | 281  | 281  | 282  |

| 1856 | 1861 | 1866 | 1871 | 1875 | 1880 | 1885 | 1890 | 1895 |
| ---- | ---- | ---- | ---- | ---- | ---- | ---- | ---- | ---- |
| 243  | 258  | 237  | 217  | 214  | 227  | 240  | 252  | 241  |

| 1900 | 1905 | 1910 | 1921 | 1926 | 1931 | 1936 | 1946 | 1954 |
| ---- | ---- | ---- | ---- | ---- | ---- | ---- | ---- | ---- |
| 223  | 253  | 245  | 261  | 249  | 248  | 243  | 228  | 214  |

| 1962 | 1968 | 1975 | 1982 | 1990 | 1999 | 2004 | 2006 | 2009 |
| ---- | ---- | ---- | ---- | ---- | ---- | ---- | ---- | ---- |
| 214  | 210  | 216  | 239  | 269  | 274  | 326  | 344  | 356  |

| 2014 | 2019 | 2022 | - | - | - | - | - | - |
| ---- | ---- | ---- | - | - | - | - | - | - |
| 357  | 365  | 396  | - | - | - | - | - | - |

## Monuments aux morts

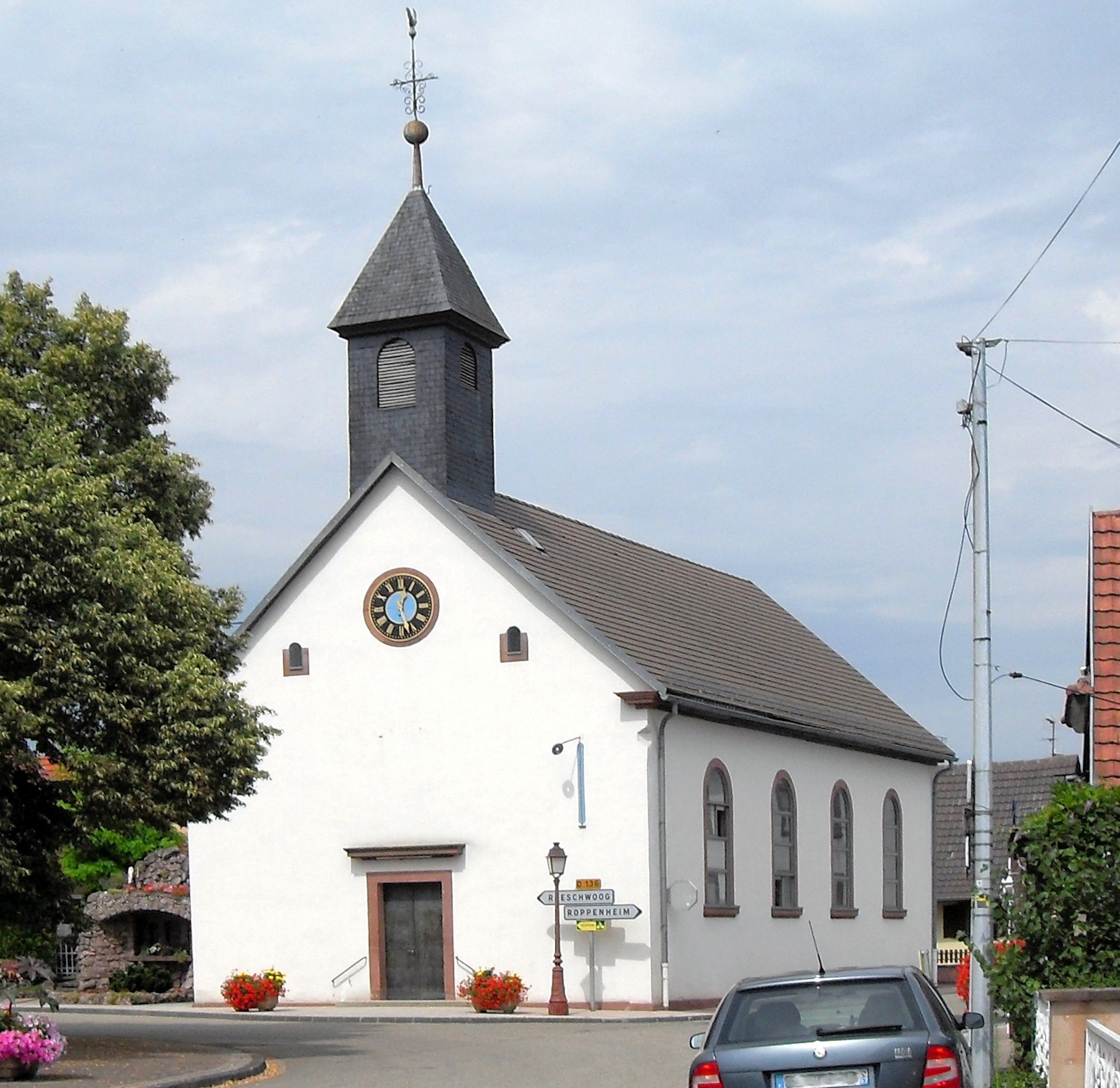
L'église Saint-Luc.

La commune de Neuhaeusel a deux monuments aux morts. L'un pour honorer les morts de la Première Guerre mondiale dans le cimetière communal, l'autre pour les soldats morts durant la Seconde Guerre mondiale sur la place Charles-de-Gaulle.

## Autres lieux
- Réplique de la grotte de Lourdes

Étant sur la frontière naturelle qui séparait la France et l'Allemagne durant la Seconde Guerre mondiale, le Rhin, Neuhaeusel était au cœur des combats et ses habitants restaient menacés. Durant le conflit, les Neuhaeuselois se tournent vers la Vierge Marie pour demander une protection de la localité. En échange d'une protection, les habitants promettent la construction d'une grotte, semblable à celle qui se trouve à Lourdes.
À la fin de la Seconde Guerre mondiale, le village ressort indemne du conflit. On ne dénombre pas de victimes civiles et les pertes matérielles restent mineures. De ce fait, dès 1947, les Neuhaeuselois se cotisent pour construire une grotte. Le phénomène des grottes est assez répandu en Alsace et en Lorraine contrairement au reste de la France.
La grotte de Neuhaeusel est située au pied de l'église du village en face de la place Charles-de-Gaulle.
La grotte mesure deux mètres soixante-dix de haut sur cinq mètres de long. Elle est composée de deux parties : une partie basse et une partie haute accessible à partir d'un petit escalier qui se trouve sur la partie gauche de la photographie ci-dessus.
Dans la partie basse, nous retrouvons une croix de couleur or entourée de nombreuses plantes. Dans la partie haute, nous retrouvons deux statues : d'un côté nous avons une statue de la Vierge Marie et de l'autre, une statue de Bernadette Soubirous.
La grotte a été construite par un certain Pierre Klauth, établi à Strasbourg, en 1947. La date précise de l'inauguration est incertaine : une plaque sur la grotte indique la date du 10 septembre 1947 tandis qu'une délibération du conseil municipal du village donne la date du 10 août. La grotte a connu, depuis sa construction, quelques modifications puisque certains villageois, croyant bien faire, ont bouché les trous entre les pierres. Finalement, le résultat est discuté. À la suite de cela, la grotte a été rénovée en 1990.
Le financement pour la construction provient d'une collecte effectuée par l'église. L'église n'a semble-t-il pas eu trop de difficulté à rassembler la somme nécessaire. L'État français n'a pas participé au financement, mais la mairie a tout de même fait un geste. En effet, l'autorité locale a financé le vin d'honneur pour une somme totale de 4 762 francs.
Depuis sa construction en 1947, la grotte est le point de départ et le centre de toutes les attentions d'une procession organisée chaque 15 août pour célébrer l'Assomption de la Vierge Marie. En dehors de cette journée, la grotte est un lieu de recueillement pour les Neuhaeuselois. Les habitants du village rendent hommage à la Vierge Marie devenue après la Seconde Guerre mondiale la protectrice à la fois du village mais aussi de tous les habitants ;
• Ancienne gravière requalifiée en site d'observation des oiseaux gérée par le Conservatoire d'espaces naturels Alsace ;
- Polder de la Moder.